# Warmtedistributie

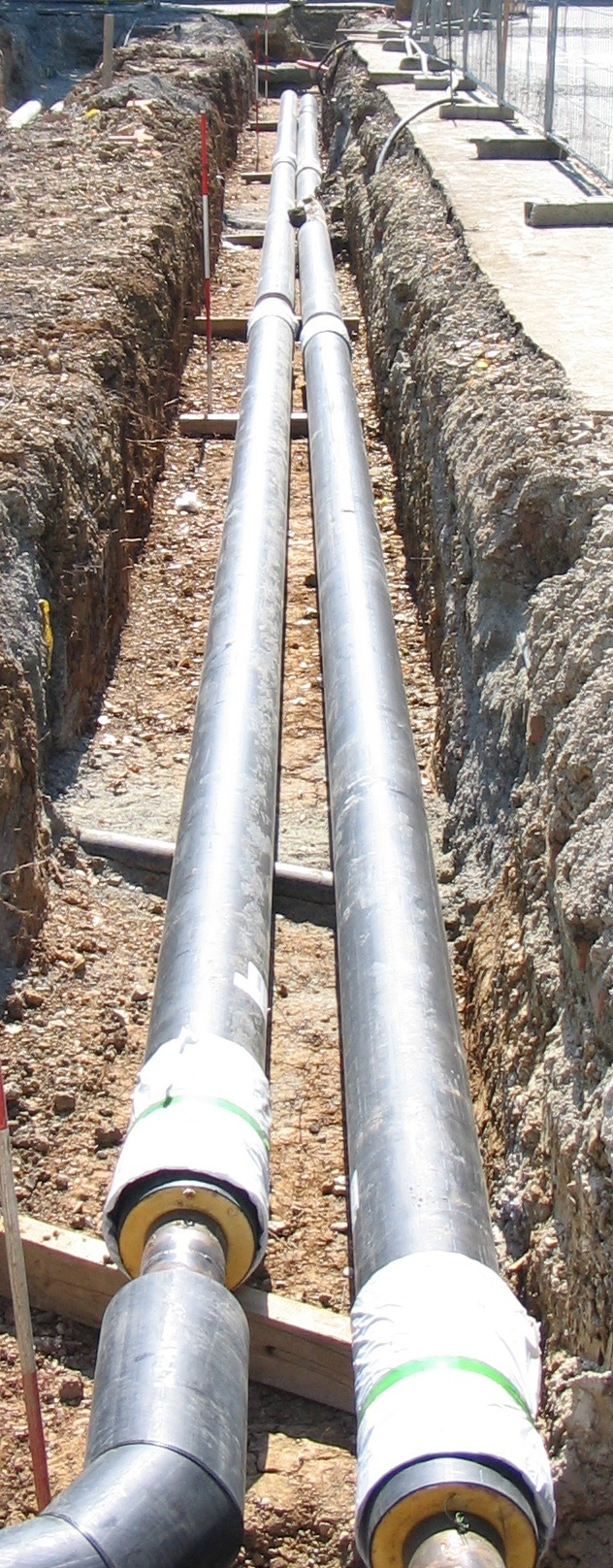
Stadsverwarmingsleidingen in Tübingen (D); De leidingen voor aanvoer en terugvoer liggen naast elkaar. Elke leiding bestaat uit een buitenste en een binnenste buis. Het heet water stroomt door de binnenste buis. Tussen de binnenste buis en de buitenste buis zit isolatie.

Warmtedistributie is een verwarmingssysteem, waarbij gebouwen worden verwarmd via een ondergronds netwerk van warmwaterleidingen. Warmtedistributie voor (een groot deel van) een stad wordt stadsverwarming genoemd. Ook de term stadswarmte is gangbaar. De vraag naar warmte vertegenwoordigt een aandeel van ongeveer 50% van het totale energieverbruik in Europa.

## Geschiedenis
Een van de eerst bekende vormen van stadsverwarming in de wereld ligt in Chaudes-Aigues, een Frans dorpje in de buurt van Lyon. Het water uit geothermische warmtebronnen werd door een systeem van buizen aan ongeveer dertig huizen in het dorpje afgeleverd. De nieuwe, moderne, varianten van de warmtesystemen hebben dezelfde vorm van het distribueren van warmte onder de aangesloten gebouwen.

## Techniek
In veel gevallen maakt warmtedistributie gebruik van aftapwarmte van elektriciteitscentrales, maar ook geothermie, aquathermie, de warmte van afvalverbrandingsinstallaties (AVI's) en de restwarmte van datacenters en uit industriële processen worden gebruikt. Er wordt echter ook substantieel warmte opgewekt in zogenaamde hulpcentrales wanneer de vraag naar warmte het aanbod uit restwarmte overtreft of wanneer er geen aansluiting is op het warmtenet (zoals bij de Silodam in Amsterdam). 
Elektriciteitscentrales hebben een rendement van tussen de 35 en 60%, en de rest van de energie wordt via koelwater of koeltorens aan de omgeving afgegeven. Bij het gebruik van aftapwarmte van elektriciteitscentrales voor warmtedistributie wordt de hoeveelheid gegenereerde elektriciteit wel iets kleiner, maar deze afname is veel minder dan de hoeveelheid warmte die gebruikt kan worden. Elke 5 gigajoule aan warmte die wordt afgetapt leidt typisch tot een vermindering van 1 gigajoule aan geproduceerde elektriciteit (warmte aftap zorgt ongeveer voor 20% meer primair brandstofgebruik). Het gebruiken van de aftapwarmte geeft daardoor een grote besparing ten opzichte van het apart opwekken van elektriciteit en warmte.
Een lage temperatuur warmtenet zou de voorkeur moeten genieten bij centrales daar dat op 100% restwarmte kan draaien en er dus niet meer fossiele brandstof nodig is en er nauwelijks verliezen optreden tijdens het transport (15 in plaats van 30-55% verlies).
Nieuwe ontwikkelingen zijn gebruik van biomassa, warmtepompen en zonnecollectoren en warmtenetten met lagere temperaturen. Door het schaalvoordeel (een grote warmtebron in plaats van vele cv-ketels) en/of een duurzame (rest)warmtebron is warmtedistributie meestal brandstofbesparend. Om de kosten te kunnen berekenen, heeft elk huis een warmtemeter. Het warmteverbruik wordt uitgedrukt in gigajoules. 1 gigajoule warmte komt ongeveer overeen met het verstoken van ruim 30 kubieke meter aardgas.
De huizen in de steden/wijken met warmtedistributie zijn niet aangesloten op het aardgasnet. Het warm tapwater wordt vaak met behulp van een warmtewisselaar door de warmtedistributie verwarmd. In sommige gevallen wordt het warme tapwater bij het verdeelstation geproduceerd. Deze woningen hebben dus een aparte leiding voor warm tapwater. Koken vindt dus elektrisch plaats. In sommige gevallen hebben de woningen wel een gasaansluiting voor warm tapwater en om te koken. 
Bij oudere netwerken bedraagt de ingangstemperatuur 90°C en de retourtemperatuur 70°C. Bij nieuwe warmtenetten is de ingangstemperatuur 70°C. De retourtemperatuur bedraagt dan ongeveer 40°C. De transporttemperatuur in het hoofdnet ligt meestal tussen de 110° en 130° graden (stoomnet). In de wijkcentrales wordt de temperatuur afhankelijk van de buitentemperatuur geregeld naar de 90°-70° voor de huizen. Een koel warmtenet is een voorbeeld van de nieuwste generatie warmtenetten. Dit is bi-directioneel met temperaturen grotendeels onder de 30 graden en maximaal 50 graden. Zo kan tegelijk gekoeld en verwarmd worden, waardoor maximale uitwisseling tussen terug geleverde koude en warmte van verschillende gebouwfuncties plaats vindt. De gewenste temperatuur wordt geproduceerd door decentrale warmtepompen bij de gebruiker (gebouw of woning). Anders dan bij een traditioneel warmtenet, heeft het ‘KoWaNet’ geen gedefinieerde toevoer- en retourleiding, maar een gedefinieerde warme en koude leiding, waarbij zowel de warme als de koude leiding van het net als toevoer of retour wordt gebruikt, afhankelijk van de vraag. De energie uitwisseling van warmte en koude leidt tot een zeer lage behoefte aan externe energie, van warmte, koude als ook elektriciteit. Indien de warmte- en koudevraag niet in balans zijn, kunnen KoWaNetten aanvullend gevoed worden met  restwarmte (bijv. uit riool, datacenters, supermarkten, ijsbanen, industrie), zonnewarmte (bijv. zonnecollectoren, PVT), en geothermie. Een KoWaNet is daarmee hetzelfde als een 5e generatie warmtenet zoals ook toegelicht en gedefinieerd door Boesten et al, 2019.

### Generaties warmtenetten

#### Eerste generatie warmtenet

De vier generaties van warmtenetten inclusief warmtebronnen. Vijfde generatie is niet opgenomen in deze afbeelding.

Het eerste generatie warmtenet, als eerste aangelegd in de stad New York, gebruikte als energiedrager stoom. Dit was ook het geval in Utrecht, waar de Pegus in 1923 de oude elektriciteitscentrale aan de Nic. Beetsstraat ging aanwenden voor het leveren van warmte aan het Academisch Ziekenhuis Utrecht aan de Catharijnesingel. Dit eerste stadswarmtesysteem van Nederland ging later over van stoom op heet water en breidde zijn werkgebied verder uit over de stad.

Deze manier van verwarmen van gebouwen wordt tot op heden nog steeds toegepast.  De temperatuur van het hoofdnet bedraagt, zoals eerder benoemd, tussen de 110°C en 130°C.

#### Tweede generatie warmtenet
De tweede generatie van warmtenetten is een breder gedragen en ingezette generatie. Deze generatie is ontwikkeld in de jaren dertig van de twintigste eeuw en gebruikte in tegenstelling tot de eerste generatie onder druk gezet water in plaats van stoom als energiedrager. Het water wordt direct vanuit de warmtebron aangesloten op de gebouwen en bedraagt temperaturen van vaak 100°C of hoger.

#### Derde generatie warmtenet
De derde generatie warmtenet kent dezelfde vorm als de tweede generatie warmtenet en bouwt hier verder op door. De gebruikte aanvoertemperaturen liggen lager dan de temperaturen van de tweede generatie en liggen daarom vaak onder de 100°C. Daarnaast zijn mogelijkheden voor het verwarmen van het water uitgebreid met de mogelijkheid om warmte te winnen uit geothermie, biomassa, restwarmte uit industrie. Daarnaast biedt deze generatie de mogelijkheid om de warmte op te slaan.

#### Vierde generatie warmtenet
Een van de meest recente en veel geïmplementeerde vorm van warmtenetten. Deze generatie kent aanvoertemperaturen die significant lager liggen dan de voorgaande generatie warmtenetten, vaak tussen 40°C en 70°C. Deze generatie warmtenetten kenmerkt zich door een groot aantal toevoegingen aan de manieren van warmtewinning en -opslag;
- Binnenwerk van een warmtenet installatie uit 2022 bij afnemerDatacenters voor warmtewinning;

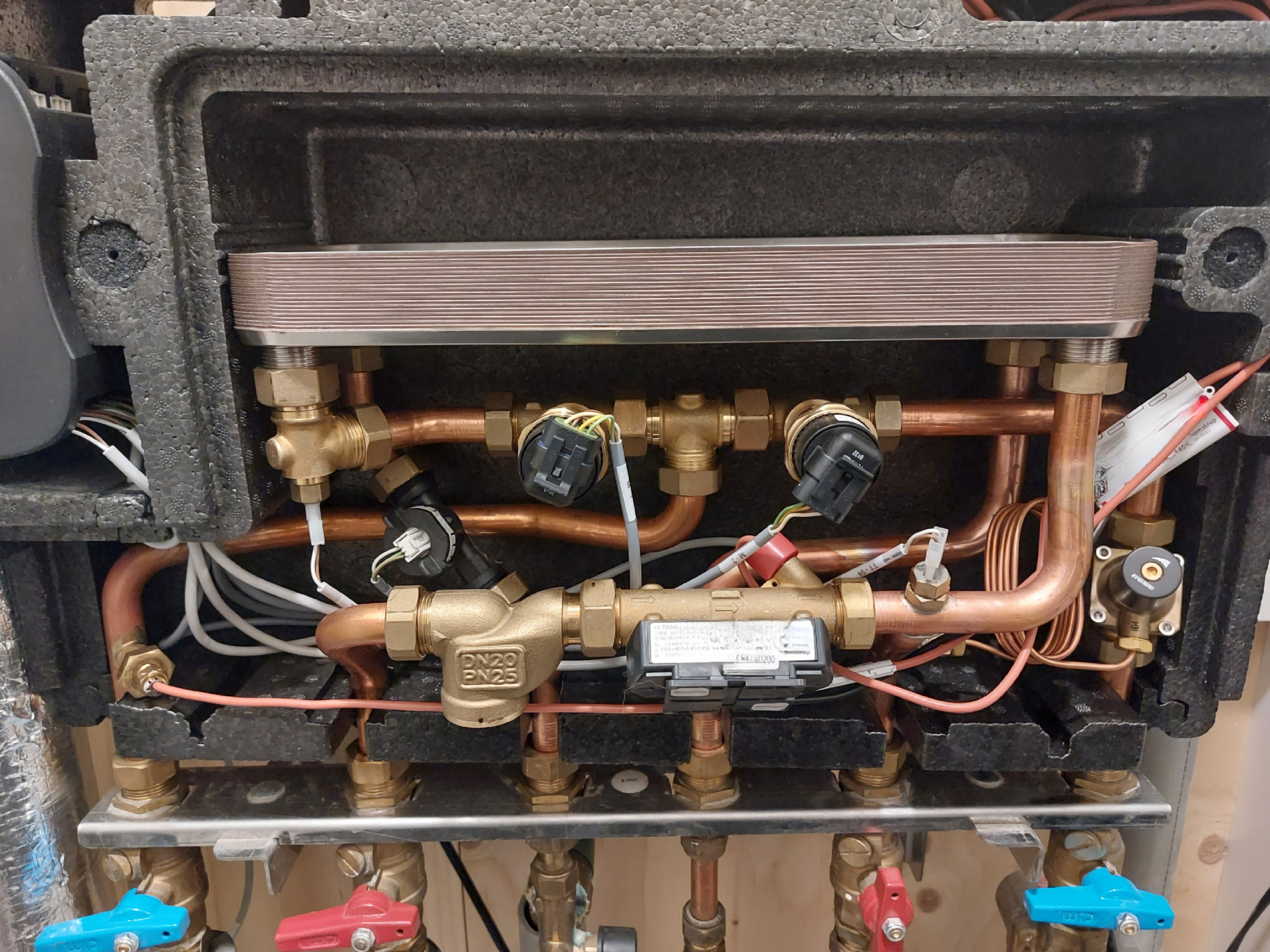
Binnenwerk van een warmtenet installatie uit 2022 bij afnemer

- Toekomstige, nog niet bekende, warmtebronnen, en;
- Surplussen van andere energiebronnen als zon en wind.

Naast warmte biedt de vierde generatie warmtenetten ook zogenoemde "koude" netten, waar warmte mee afgevoerd wordt.

#### Vijfde generatie warmtenet
De meest recente generatie van warmtenetten. Een generatie die nog niet breed in gebruik is, maar wel steeds meer ingezet wordt in nu en in de nabije toekomst. Dit netwerk bouwt verder op de vierde generatie en kenmerkt zich door: lage aanvoertemperaturen (lager dan 40°C, gecentraliseerde seizoensopslag van warmte en de verbeterde mogelijkheid van het koelen van gebouwen. De lagere aanvoertemperaturen hebben als effect dat de warmteverliezen kleiner worden.
Naast de eerder genoemde kenmerken, heeft een vijfde generatie warmtenet het kenmerk dat er gebruik gemaakt wordt van ringnetwerken. Ringnetwerken zijn aaneengesloten transportleidingen waar de warmtedrager, in het geval van warmtenetten onder druk gezet water, door het hele netwerk kan stromen. In deze ringnetwerken kan het water bi-directioneel stromen, wat inhoudt dat het warme water directer geleverd kan worden.

## Nederland
In Nederland is warmtedistributie in de jaren zeventig en tachtig op gang gekomen. In 2000 hadden 212.000 huishoudens een aansluiting op een warmtedistributienet. In 2004 wordt het aantal op 250.000 geschat. Jaarlijks komen er circa achtduizend aansluitingen bij. In april 2011 zijn er ongeveer 550.000 huishoudens aangesloten op stads- of blokverwarming. De eerste stad in Nederland met stadsverwarming was Utrecht in 1923.
Bij de vaststelling van de warmtetarieven in Nederland wordt in beginsel het 'NMDA'-principe (NMDA: Niet Meer Dan Anders) aangehouden. Energie-Nederland, het verbond van Nederlandse energiebedrijven, stelt jaarlijks een adviestarief vast op basis van verbruikscijfers bij referentiewoningen. Bij projecten die gesubsidieerd worden door het rijk, ziet Agentschap NL toe op de warmtetarieven. Bij veel projecten zijn bewoners van mening dat zij te veel betalen voor hun warmte. De Kamerleden Ten Hoopenvan het  CDA en Samsom van de PvdA namen in 2010 het initiatief tot een warmtewet, die o.a heeft geleid tot standaardmethode voor het vaststellen van de aansluitbijdrage en het tarief. Om de klanten te beschermen is er bovendien een maximumtarief, dat ervoor zorgt dat men maximaal dezelfde kosten heeft als bij aardgas. Deze Warmtewet is in juli 2008 aangenomen door de Tweede Kamer, en werd op 10 februari 2009 zonder stemming door de Eerste Kamer aangenomen. De Warmtewet trad in werking op 1 januari 2014.
In Nederland wordt warmtelevering, op papier, veel hoger gewaardeerd dan aardgas waardoor de huizen in de berekeningen sneller voldoen aan de gestelde EPC-norm en de bouwer dus minder hoeft te isoleren. Dat dit het milieuvoordeel tenietdoet en de aangesloten gebruiker tot 30% meer warmte gebruikt moeten de gebruikers voor lief nemen; dit wordt niet meegenomen in het NMDA-tarief.

#### Steden met stadsverwarming
| Stad                   | Stadsdeel/Wijk/Buurt                                                                                              | Extra informatie                                          |
| ---------------------- | --- | --------------------------------------------------------- |
| Alkmaar                | Boekelermeer |                                                           |
| Almelo                 | Windmolenbroek |                                                           |
| Almere                 | Almere Stad, Almere Poort                                                                                         |                                                           |
| Amersfoort             | Vathorst (gedeeltelijk)                                                                                           |                                                           |
| Amsterdam              | Zuidoost, IJburg, Zuidas, Buitenveldert (gedeeltelijk), Olympisch Kwartier, Nieuw-West, Oostelijk Havengebied     |                                                           |
| Amstelveen             | Amstelveen Stadshart, Amstelveen Bankras                                                                          |                                                           |
| Apeldoorn              | Zuidbroek |                                                           |
| Arnhem                 | Presikhaaf, Schuytgraaf                                                                                           |                                                           |
| Barendrecht            | Carnisselande |                                                           |
| Bergschenhoek          | Boterdorp Zuidwest (Energiebuurt)                                                                                 |                                                           |
| Bergen op Zoom         | |                                                           |
| Breda                  | Haagse Beemden en delen van de wijk Wisselaar                                                                     |                                                           |
| Capelle aan den IJssel | | samen met Rotterdam Alexander                             |
| Delft                  | |                                                           |
| Den Haag               | | ook aardwarmte: inmiddels failliet maar herstart begonnen |
| Deventer               | |                                                           |
| Duiven                 | | samen met Westervoort                                     |
| Dongen                 | |                                                           |
| Ede                    | Kernhem |                                                           |
| Eindhoven              | Meerhoven, Strijp-S                                                                                               |                                                           |
| Enschede               | Helmerhoek, Wesselerbrink, 't Zwering                                                                             |                                                           |
| Geertruidenberg        | |                                                           |
| Groningen              | Kostverloren en Zernikecomplex.                                                                                   |                                                           |
| Heerhugowaard          | |                                                           |
| Heerlen                | |                                                           |
| Helmond                | Rijpelberg, Brouwhuis                                                                                             |                                                           |
| Hengelo                | |                                                           |
| 's-Hertogenbosch       | Paleiskwartier |                                                           |
| Hilversum              | |                                                           |
| Houten                 | Zuid |                                                           |
| Leeuwarden             | Camminghaburen (Noord-West), Jabikswoude (Goutum-Zuid) en Techum                                                  |                                                           |
| Leiden                 | Roomburg, Stevenshof, Merenwijk, Slaaghwijk                                                                       |                                                           |
| Lelystad               | De Landerijen |                                                           |
| Maastricht             | Céramique, Sappi                                                                                                  |                                                           |
| Meppel                 | Nieuwveenselanden                                                                                                 |                                                           |
| Nieuwegein             | |                                                           |
| Nijmegen               | Oosterhout, Lent                                                                                                  |                                                           |
| Nootdorp               | Nieuwe Veen |                                                           |
| Oosterhout             | |                                                           |
| Purmerend              | |                                                           |
| Rotterdam              | Centrum, Kop van Zuid, IJsselmonde, Charlois, Alexander (samen met Capelle aan den IJssel), Hoogvliet, Nesselande |                                                           |
| Sittard                | Centrum, Hoogveld, Kantorenpark Sittard, Limbrichterveld, Ophoven, Sanderbout                                     |                                                           |
| Tiel                   | Passewaaij, buurt 7                                                                                               |                                                           |
| Tilburg                | Reeshof, Tilburg Noord en delen van Tilburg Centrum                                                               |                                                           |
| Utrecht                | o.a. Leidsche Rijn en delen van Utrecht Centrum                                                                   |                                                           |
| Veenendaal             | Buurtstede |                                                           |
| Vlieland               | Duinwijck |                                                           |
| Vlissingen             | Lammerenburg |                                                           |
| Wageningen             | Noord-West |                                                           |
| Westervoort            | | samen met Duiven                                          |
| Zandvoort              | Park Duinwijk |                                                           |
| Zeewolde               | Polderwijk |                                                           |
| Zevenaar               | Groot Holthuizen                                                                                                  |                                                           |
| Zoetermeer             | Oosterheem |                                                           |
| Zwolle                 | Breecamp |                                                           |

#### Al of niet verplichte stadsverwarming voor huurders
Als een huurwoning een aansluiting heeft op stadsverwarming kan het huurcontract bepalen dat de huurder verplicht is op zijn minst de vaste kosten die de stadsverwarmingsleverancier in rekening brengt te betalen, ook als de huurder geen warmte wenst af te nemen en bijvoorbeeld de voorkeur geeft aan elektrische verwarming. Zie ook onder.

## België
In vergelijking met Nederland telt België weinig collectieve verwarmingssystemen of warmtenetten. Een eerste verklaring hiervoor is de hogere gasprijs in Nederland, hetgeen een project dat de overstap van aardgas (veruit meest courante brandstof voor ruimteverwarming, sanitair warm water en proceswarmte) naar een collectief warmtenet sneller rendabel maakt. In Nederland is de aardgasfactuur grofweg opgebouwd uit 1/3 energiecomponent, 1/3 heffingen en 1/3 distributie en transport. Terwijl in België dit ongeveer bestaat uit 2/3 energiecomponent en 1/3 distributie, transport en heffingen. Een taxshift van aardgas naar elektriciteit zou hier verandering in brengen. Een tweede reden is planologisch. In Nederland is de wederopbouw na WO II in grote mate collectief gebeurd, onder meer door de oprichting van zeer actieve woningcorporaties (ingegeven door de toen sterke socialistische partij). In Vlaanderen was de CVP (nu CD&V) de grootste partij. Traditioneel is deze sterker buiten de steden, dus individueel bouwen onder de eigen kerktoren werd fiscaal gepromoot onder Alfred De Taeye: het ontstaan van de befaamde 'baksteen in de maag'. Versnipperd eigenaarschap is een sterk complicerende factor om warmtenetten te realiseren. Bij de uitrol van warmtenetten heeft men immers liefst enkele grote warmtevragers (zoals zwembaden, ziekenhuizen, appartementen, scholen, kantoren) met een beperkt aantal actoren.

### Vlaams Gewest
De regelgeving in Vlaanderen berust op het Energiedecreet, dat een meldingsplicht bepaalt voor warmte- en koudenetten bij de VREG. Een exhaustief overzicht van bestaande warmtenetten wordt op basis van deze meldingsplicht periodiek samengesteld.
- In Aalst lag een warmtenet op stoom gevoed vanuit een elektriciteitscentrale. Bij sluiting van de elektriciteitscentrale in 2004 werden alle klanten opgezegd. Het warmtenet is in 2008 overgeschakeld op warm water opgewekt met vier ketels van elk 500 kW op aardgas en bedreven door Veolia.[20]
- In Antwerpen zal de nieuwe wijk Nieuw Zuid (Antwerpen)[21] verwarmd worden met een warmtenet. Er bestaan concrete plannen voor de Slachthuissite (waterzuiveringsstation) en Luchtbal (verbrandingsoven). In het stappenplan Roadmap 2030 waren in 2022 vijf zones geselecteerd: Noord (Luithagen, Luchtbal, Rozemaai), Scheldekaaien (Eilandje, Kaaien, Nieuw Zuid, Centrum), Linkeroever, Kiel en Hoboken.[22]
- In Brugge ligt een warmtenet van 11 km buizen van 250 mm diameter met heet water van 120°C op een druk van 8 bar. Het net wordt vooral gevoed vanuit de afvalverbrandingsinstallatie IVBO (Brugge). De belangrijkste klant van het net is AZ Sint-Jan, dat 70% van de warmte afneemt. In de zomer gebruiken die de warmte om met absorptiekoeling koude op te wekken.[23]
- In Gent ligt een warmtenet van 22 km met heet water van 130°C gevoed vanuit de elektriciteitscentrale van EDF Luminus.[24] Nog in Gent ligt een net van 8 km op stoom tussen de afvalverbrandingsinstallatie IVAGO en het Universitair Ziekenhuis Gent.[25]
- In Mortsel zal een nieuwbouwwijk met 350 woningen verwarmd worden met de restwarmte van Agfa-Gevaert.[26]
- In Roeselare ligt een warmtenet van 19 km met heet water van 110°C op een druk van 3 bar en gevoed vanuit de afvalverbrandingsinstallatie MIROM Roeselare. Overschot in de zomer zet MIROM om naar elektriciteit met een organische rankinecyclus.[27]

### Waals Gewest
In Louvain-la-Neuve beheert de Université catholique de Louvain een warmtenet van 4 km op heet water gevoed vanuit een warmte-krachtkoppeling. Ook op de campus Sart-Tilman van de Universiteit van Luik ligt een warmtenet.
In Saint-Ghislain ligt een warmtenet van 6 km heet water van 72°C op basis van aardwarmte.

## Europa
In Oost-Europa en Scandinavië komt warmtedistributie veel voor. Veel dorpen in Denemarken hebben een kleine elektriciteitscentrale waarbij de restwarmte wordt gebruikt om de huizen te verwarmen (warmte-krachtkoppeling). In 2019 bestonden er in Europa al duizenden stadsverwarmingssystemen, die samen meer dan 10% van de totale Europese warmtevraag leverden.
Europees overleg en kennisuitwisseling verlopen via koepelorganisaties zoals Euroheat & Power. Inzake regulering gelden de Europese Richtlijn energieprestatie van gebouwen en de Europese Richtlijn energie-efficiëntie.

## Voor- en nadelen
Het belangrijkste voordeel van warmtedistributie is dat door het gebruik van restwarmte (bij energiecentrales spreken we bij 25-50 graden van restwarmte en alles boven de 50 graden is aftapwarmte. Dit heeft niets met restwarmte te maken en gaat direct ten koste van hoogwaardig fossiel stoom)
en dus een hoop energie bespaard kan worden. Een ander voordeel is dat bij gebruik van een warmtedistributienetwerk er makkelijker van energiebron veranderd kan worden dan wanneer elk huis of gebouw zijn eigen warmtevoorziening heeft. Bij een warmtedistributienetwerk hoeft alleen de centrale aangepast te worden, de warmteafnemers merken geen verschil mits beide bronnen dezelfde temperatuur hebben. Dit kan voordelen bieden voor de milieuvriendelijkheid en voor de leveringszekerheid. Ook kunnen er verschillende leveranciers op hetzelfde netwerk zijn aangesloten waarbij de op dat moment efficiëntste leverancier de warmte levert.
Belangrijke nadelen zijn de hoge investeringskosten voor het netwerk wat enkel door de op dat net aangesloten gebruikers moet worden verdeeld, en het enorme verlies van warmte op het distributienet tot soms wel 40-45% op hoogtemperatuur warmtenetten. Warmteverliezen zijn recht evenredig met het temperatuurverschil tussen het distributienet en de omgeving, dus lage temperatuur warmtedistributie beperkt deze verliezen behoorlijk.

### Monopolie
Afnemers die gebruik maken van warmte van een distributienetwerk kunnen geen andere warmteleverancier kiezen (zie ook boven), en de warmteleverancier heeft dus een monopoliepositie. In Nederland geldt hiervoor het Niet meer dan anders principe, wat inhoudt dat verwarming via warmtedistributie niet meer mag kosten dan verwarming met een hr-ketel op aardgas. Dat betekent dat verwarming via warmtedistributie voor huishoudens meestal niet goedkoper is dan traditionele verwarming op aardgas. De kosten zijn ook hoger doordat het Niet-meer-dan-anders principe uitgaat van gemiddelden en huizen met warmtedistributie minder goed geïsoleerd hoeven te worden, waardoor er meer warmte nodig is dan bij vergelijkbare huizen met een CV ketel. Ook is het vastrecht bij warmtedistributie vaak een veel groter deel van de totale kosten dan bij een gasaansluiting, wat het moeilijker maakt om geld te besparen door minder warmte te gebruiken. Warmteleveranciers hebben in het verleden soms torenhoge afsluitkosten in rekening gebracht voor mensen die toch van hun stadsverwarming af wilden.
In andere landen verschilt de regelgeving hierover. In Denemarken komt het veel voor dat de warmtegebruikers ook gezamenlijk de eigenaar zijn van hun warmteleverancier, wat het probleem van de monopoliepositie oplost.

### Niet zo milieuvriendelijk als aangegeven
De milieuvriendelijkheid hangt in grote mate af van hoe de warmte wordt opgewekt. Als dit niet efficiënt gebeurt geeft warmtedistributie geen milieuvoordeel. Hoge transportverliezen en het minder isoleren van de afnemers via EPC/EMG bouwrichtlijnen zorgen ervoor dat er nauwelijks nog CO2 bespaard wordt. In veel gevallen worden woningen op warmtelevering minder goed geïsoleerd. Dit leidt tot hogere kosten voor de bewoners omdat dit niet wordt meegenomen in de NMDA methodiek.

### Leidingbreuk
Bij stadsverwarmingsinstallaties wordt de warmte van de warmtedistributie via een warmtewisselaar afgegeven aan de radiatoren in de woning. Bij een breuk in het distributienetwerk kunnen dan alle, of een groot deel, van de aangesloten woningen niet meer van warmte worden voorzien.

### Geen slimme meter
Een slimme meter wordt niet in alle gevallen aangeboden; om privacyredenen kan dit echter ook als voordeel worden opgevat, daar het gebruik van een slimme meter bij elektriciteit en gas dikwijls wordt opgelegd.